# Pusignan
Pusignan är en kommun i departementet Rhône i regionen Auvergne-Rhône-Alpes i östra Frankrike. Kommunen ligger i kantonen Meyzieu som tillhör arrondissementet Lyon. År 2022 hade Pusignan 4 145 invånare.

## Befolkningsutveckling
Antalet invånare i kommunen Pusignan
| Referens: INSEE |